# 莱商银行

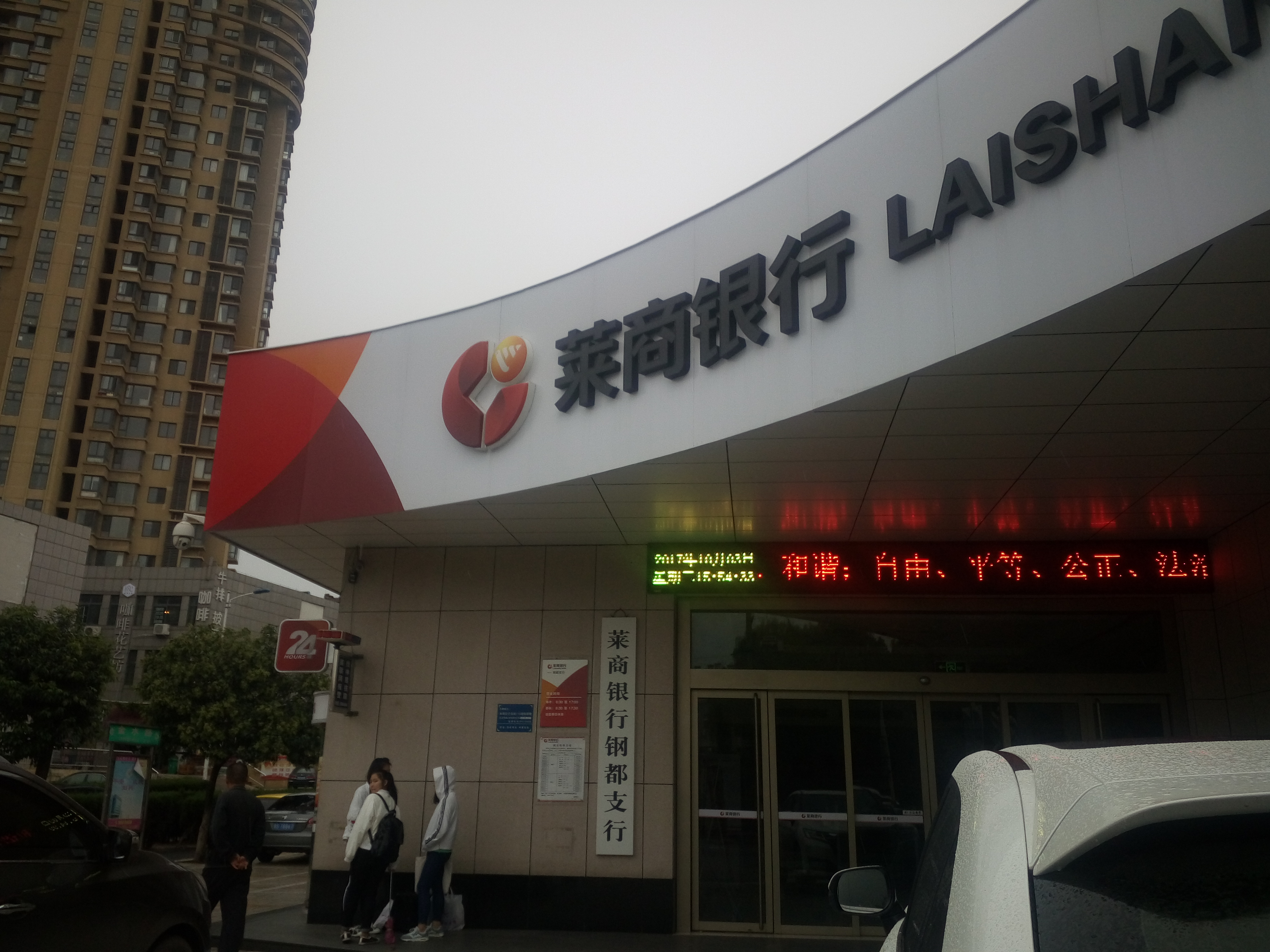
莱商银行在钢城区的一家支行

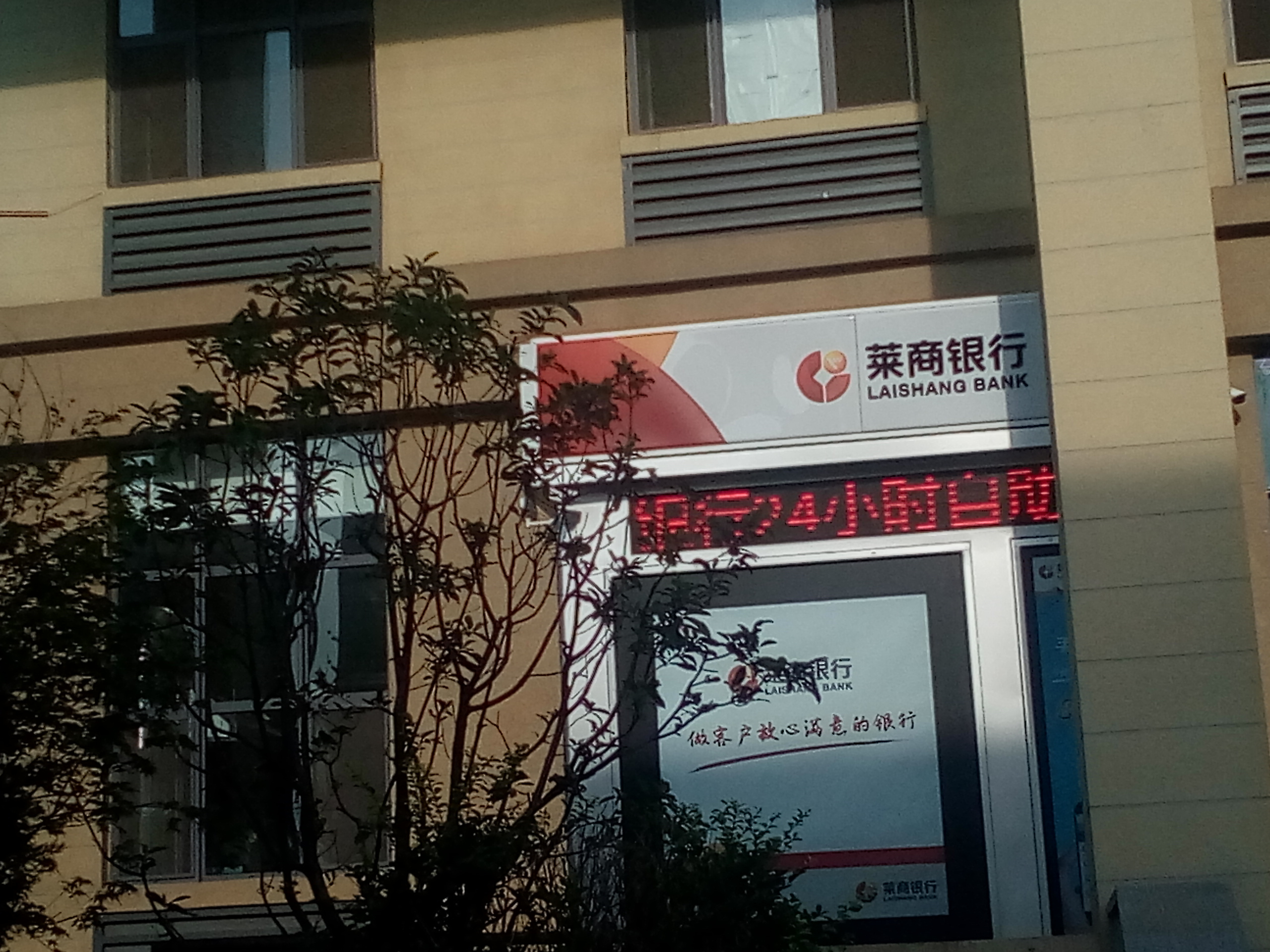
莱商银行ATM

莱商银行股份有限公司，简称莱商银行，曾用名莱芜市城市信用社、莱芜市商业银行，是中国大陆地区的一家地方性股份制商业银行，总行设在山东省济南市莱芜区莱芜高新区龙潭东大街137号。该行在菏泽、济南、济宁、泰安、临沂、聊城、日照和徐州等地设有分行，并在河南南阳方城、山东东营、天津武清和山西五台各发起设立一家村镇银行。

## 股东
莱商银行前十大股东及持股情况如下表（股东名称到2017年；数量与比例数据截至2015年）：         
| 股东名称                     | 持股数量(万股) | 持股比例(%) |
| ---------------------------- | -------------- | ----------- |
| 齐鲁交通发展集团             | 36,000.00      | 18.00       |
| 莱芜钢铁集团有限公司         | 30,613.9766    | 17.84       |
| 莱芜京华制管有限公司         | 17,666.6666    | 8.83        |
| 新汶矿业集团有限责任公司     | 13,000.00      | 6.50        |
| 山东泰山钢铁集团有限公司     | 13,000.00      | 6.50        |
| 熊猫金控股份有限公司         | 10,000.00      | 5.00        |
| 鲁银投资集团股份有限公司     | 9,960.00       | 4.98        |
| 山东莱芜创艺装饰集团有限公司 | 6,000.00       | 3.00        |
| 莱芜市九羊福利铁厂           | 6,000.00       | 3.00        |
| 山东泰泽实业股份有限公司     | 6,000.00       | 3.00        |

## 历史

### 城市信用社时期（1987-2005）
1987年6月30日，莱芜市商业街城市信用合作社成立。12月，莱芜市长征城市信用合作社成立。1994年5月10日，莱芜市城市信用社中心社成立。

1997年，山东省原莱芜市的商业街、胜利、长征、钢城、中心社5家城市信用社连年亏损、濒临倒闭，原莱芜市委、市政府决定对其实行与原行政挂靠单位脱钩，实行归口管理。但莱芜市的5家城信社均为独立法人，发展缓慢，有的社连年亏损。1997年末，5家城市信用社资产总额仅4.66亿元。为应对财务危机，5家城信社结盟，每家拿150万元资金；对资金缺口大的信用社将其发放的贷款转到其他社。

1998年3月，按照莱芜市政府、市人民银行的授权，中心社完成对商业街、胜利、长征、钢城四家信用社的归口管理交接工作，开始行使行业管理职能，进一步理顺城市信用社的管理体制。

2001年4月，由于资不抵债，莱芜市商业街城市信用社实施停业整顿。 7月，人民银行济南分行同意撤消商业街信用社。

2001年，城市信用社进行合并重组，吸收莱钢集团、新汶矿业集团等大企业参股，成立了股份制性质的一级法人社莱芜市城市信用社。

### 商业银行时期
2005年1月，中国银监会批准筹建莱芜市商业银行。 4月，信用社各项存款在莱芜金融系统突破50亿元。5月7日，莱芜市商业银行成立新闻发布会举行。5月29日，莱芜市商业银行创立暨首次股东大会召开，选举产生莱芜市商业银行第一届董事会、监事会。

2005年7月17日，莱芜市商业银行挂牌成立。 
2008年4月12日，菏泽分行挂牌营业。7月，莱芜商业银行正式更名为莱商银行。11 月26日，莱商银行与上海浦东发展银行正式签订《战略合作协议》，浦发银行以每股 3.5 元的价格持有莱商银行 18% 的股权。

## 争议

### 盈利下滑
莱商银行被指经营管理不善，2015 年净利仅为2亿下降近六成，不良贷款超 10 亿，无法达到莱商银行股东各方的盈利预期。

### 不良压顶
2015年5月，莱商银行在莱芜地区不良率已经达到 7.39%。莱商银行由于不良大幅上升、各项盈利指标大幅下滑、资本充足率下降等原因，被中诚信国际信用评级有限公司维持莱商银行 AA- 的主体信用等级，同时评级展望由稳定调整为负面。

### 原董事长违纪
2016年8月，莱商银行原党委书记、董事长李敏实涉嫌严重违纪，接受莱芜纪委组织调查。9月，山东省纪委官网近日通报称，经莱芜市委批准，莱芜市纪委对莱商银行原党委书记、董事长李敏实严重违纪问题进行了立案审查。后被开除党籍、公职。

### 大股东抛售股份
浦发银行于 2016 年 5 月 27 日召开的第六届董事会第三次会议审议通过《关于转让莱商银行股权的议案》。经中国银监会山东监管局批准，该行转让所持莱商银行股权的交易于 2017 年 7 月 12 日完成交割。交易标的为该行所持有的莱商银行 18% 股权，交易价款为人民币 9.792 亿元。转让完成后，浦发银行不再持有莱商银行的股权。 2017年2月4日在上海联合产权交易所公开转让其持有的莱商银行全部 3.6 亿股股权，挂牌价 9.79 亿元。5月9日，齐鲁交通宣布摘得浦发银行转让的莱商银行股权，总交易金额 9.792 亿元。